# Valeggio

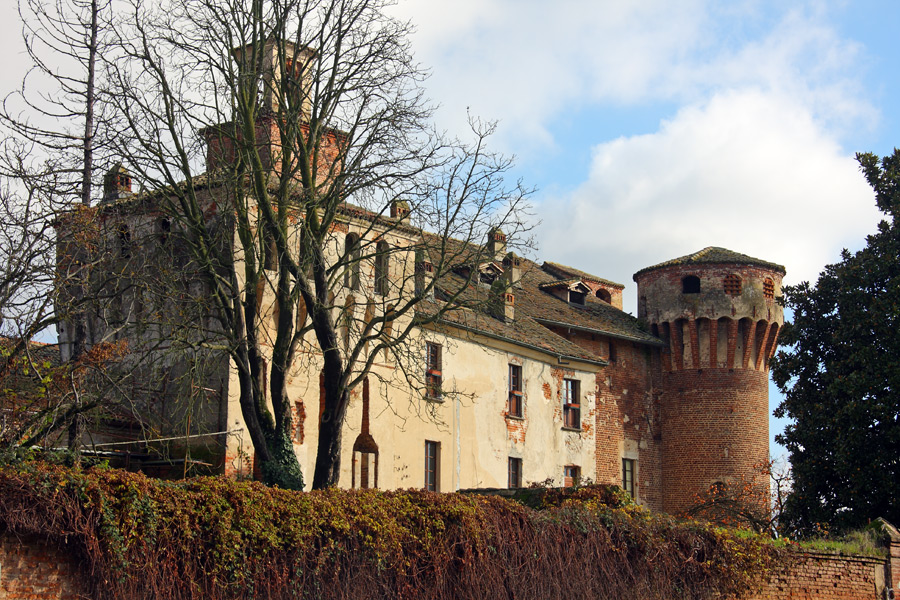
Die Burganlage von Valeggio

Valeggio ist eine Stadt mit 187 Einwohnern (Stand 31. Dezember 2023) in der südwestlichen Lombardei im Norden Italiens. Die Gemeinde liegt etwa 23 Kilometer westsüdwestlich von Pavia in der Lomellina.

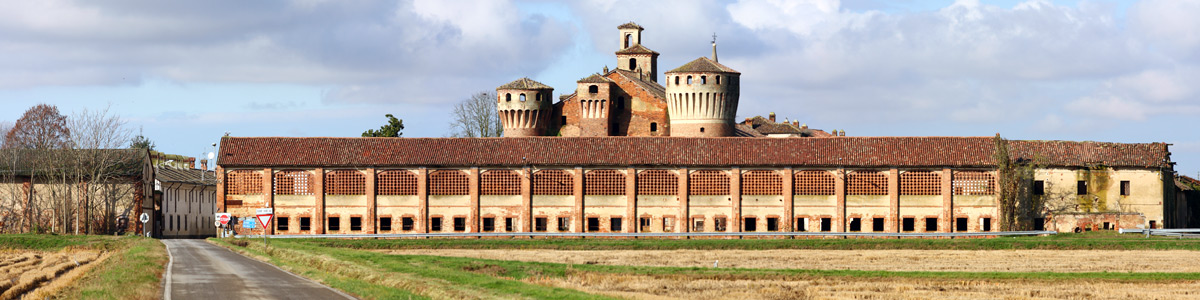
Blick auf Valeggio mit der Burg